# Liste der Bodendenkmale in Schönberg (Lauenburg)
In der Liste der Bodendenkmale in Schönberg sind die Bodendenkmale der Gemeinde Schönberg nach dem Stand der Bodendenkmalliste des Archäologischen Landesamts Schleswig-Holstein von 2016 aufgelistet.
| Denkmal-ID           | Befundart           | Bezeichnung                                 | Zeitstellung                 | Lage | Bemerkungen | Bild |
| -------------------- | ------------------- | ------------------------------------------- | ---------------------------- | ---- | ----------- | ---- |
| aKD-ALSH-Nr. 001 037 | Grabmal > Grabhügel | Grabhügel                                   | Vor- und/oder Frühgeschichte |      |             |      |
| aKD-ALSH-Nr. 001 038 | Grabmal > Grabhügel | Grabhügel                                   | Vor- und/oder Frühgeschichte |      |             |      |
| aKD-ALSH-Nr. 001 039 | Grabmal > Grabhügel | Grabhügel                                   | Vor- und/oder Frühgeschichte |      |             |      |
| aKD-ALSH-Nr. 001 040 | Grabmal > Grabhügel | Grabhügel                                   | Vor- und/oder Frühgeschichte |      |             |      |
| aKD-ALSH-Nr. 001 041 | Grabmal > Grabhügel | Grabhügel                                   | Vor- und/oder Frühgeschichte |      |             |      |
| aKD-ALSH-Nr. 001 042 | Grabmal > Grabhügel | Grabhügel                                   | Vor- und/oder Frühgeschichte |      |             |      |
| aKD-ALSH-Nr. 001 043 | Grabmal > Grabhügel | Grabhügel                                   | Vor- und/oder Frühgeschichte |      |             |      |
| aKD-ALSH-Nr. 001 044 | Grabmal > Grabhügel | Grabhügel                                   | Vor- und/oder Frühgeschichte |      |             |      |
| aKD-ALSH-Nr. 001 045 | Grabmal > Grabhügel | Grabhügel                                   | Vor- und/oder Frühgeschichte |      |             |      |
| aKD-ALSH-Nr. 001 046 | Grabmal > Grabhügel | Grabhügel                                   | Vor- und/oder Frühgeschichte |      |             |      |
| aKD-ALSH-Nr. 001 047 | Grabmal > Grabhügel | Grabhügel                                   | Vor- und/oder Frühgeschichte |      |             |      |
| aKD-ALSH-Nr. 001 048 | Grabmal > Grabhügel | Grabhügel                                   | Vor- und/oder Frühgeschichte |      |             |      |
| aKD-ALSH-Nr. 001 049 | Grabmal > Grabhügel | Grabhügel                                   | Vor- und/oder Frühgeschichte |      |             |      |
| aKD-ALSH-Nr. 001 050 | Grabmal > Grabhügel | Grabhügel                                   | Vor- und/oder Frühgeschichte |      |             |      |
| aKD-ALSH-Nr. 001 051 | Grabmal > Grabhügel | Grabhügel                                   | Vor- und/oder Frühgeschichte |      |             |      |
| aKD-ALSH-Nr. 001 052 | Grabmal > Grabhügel | Grabhügel                                   | Vor- und/oder Frühgeschichte |      |             |      |
| aKD-ALSH-Nr. 001 053 | Grabmal > Grabhügel | Grabhügel                                   | Vor- und/oder Frühgeschichte |      |             |      |
| aKD-ALSH-Nr. 001 054 | Grabmal > Grabhügel | Grabhügel                                   | Vor- und/oder Frühgeschichte |      |             |      |
| aKD-ALSH-Nr. 001 055 | Grabmal > Grabhügel | Grabhügel                                   | Vor- und/oder Frühgeschichte |      |             |      |
| aKD-ALSH-Nr. 001 056 | Grabmal > Grabhügel | Grabhügel                                   | Vor- und/oder Frühgeschichte |      |             |      |
| aKD-ALSH-Nr. 001 057 | Grabmal > Grabhügel | Grabhügel                                   | Vor- und/oder Frühgeschichte |      |             |      |
| aKD-ALSH-Nr. 001 058 | Grabmal > Grabhügel | Grabhügel                                   | Vor- und/oder Frühgeschichte |      |             |      |
| aKD-ALSH-Nr. 001 059 | Grabmal > Grabhügel | Grabhügel                                   | Vor- und/oder Frühgeschichte |      |             |      |
| aKD-ALSH-Nr. 001 060 | Grabmal > Grabhügel | Grabhügel                                   | Vor- und/oder Frühgeschichte |      |             |      |
| aKD-ALSH-Nr. 001 061 | Grabmal > Grabhügel | Grabhügel                                   | Vor- und/oder Frühgeschichte |      |             |      |
| aKD-ALSH-Nr. 001 062 | Grabmal > Grabhügel | Grabhügel                                   | Vor- und/oder Frühgeschichte |      |             |      |
| aKD-ALSH-Nr. 001 063 | Grabmal > Grabhügel | Grabhügel                                   | Vor- und/oder Frühgeschichte |      |             |      |
| aKD-ALSH-Nr. 001 064 | Grabmal > Grabhügel | Grabhügel                                   | Vor- und/oder Frühgeschichte |      |             |      |
| aKD-ALSH-Nr. 001 065 | Grabmal > Grabhügel | Grabhügel                                   | Vor- und/oder Frühgeschichte |      |             |      |
| aKD-ALSH-Nr. 001 066 | Grabmal > Grabhügel | Grabhügel                                   | Vor- und/oder Frühgeschichte |      |             |      |
| aKD-ALSH-Nr. 001 067 | Befestigung > Burg  | Burg/Motte/Ringwall/Turmhügel „Schlossberg“ | Mittelalter                  |      |             |      |
| aKD-ALSH-Nr. 001 068 | Grabmal > Grabhügel | Grabhügel                                   | Vor- und/oder Frühgeschichte |      |             |      |
| aKD-ALSH-Nr. 001 069 | Grabmal > Grabhügel | Grabhügel                                   | Vor- und/oder Frühgeschichte |      |             |      |
| aKD-ALSH-Nr. 001 070 | Grabmal > Grabhügel | Grabhügel                                   | Vor- und/oder Frühgeschichte |      |             |      |